# El Pueblito (centrala Sinaloa kommun)
El Pueblito är en ort i Mexiko.   Den ligger i kommunen Sinaloa och delstaten Sinaloa, i den västra delen av landet, 1 200 km nordväst om huvudstaden Mexico City. El Pueblito ligger 72 meter över havet och antalet invånare är 715.
Terrängen runt El Pueblito är huvudsakligen platt, men österut är den kuperad. Runt El Pueblito är det glesbefolkat, med 19 invånare per kvadratkilometer. Närmaste större samhälle är Sinaloa de Leyva, 8,3 km väster om El Pueblito. I omgivningarna runt El Pueblito växer huvudsakligen savannskog.